# Ponta Grossa (Belém)

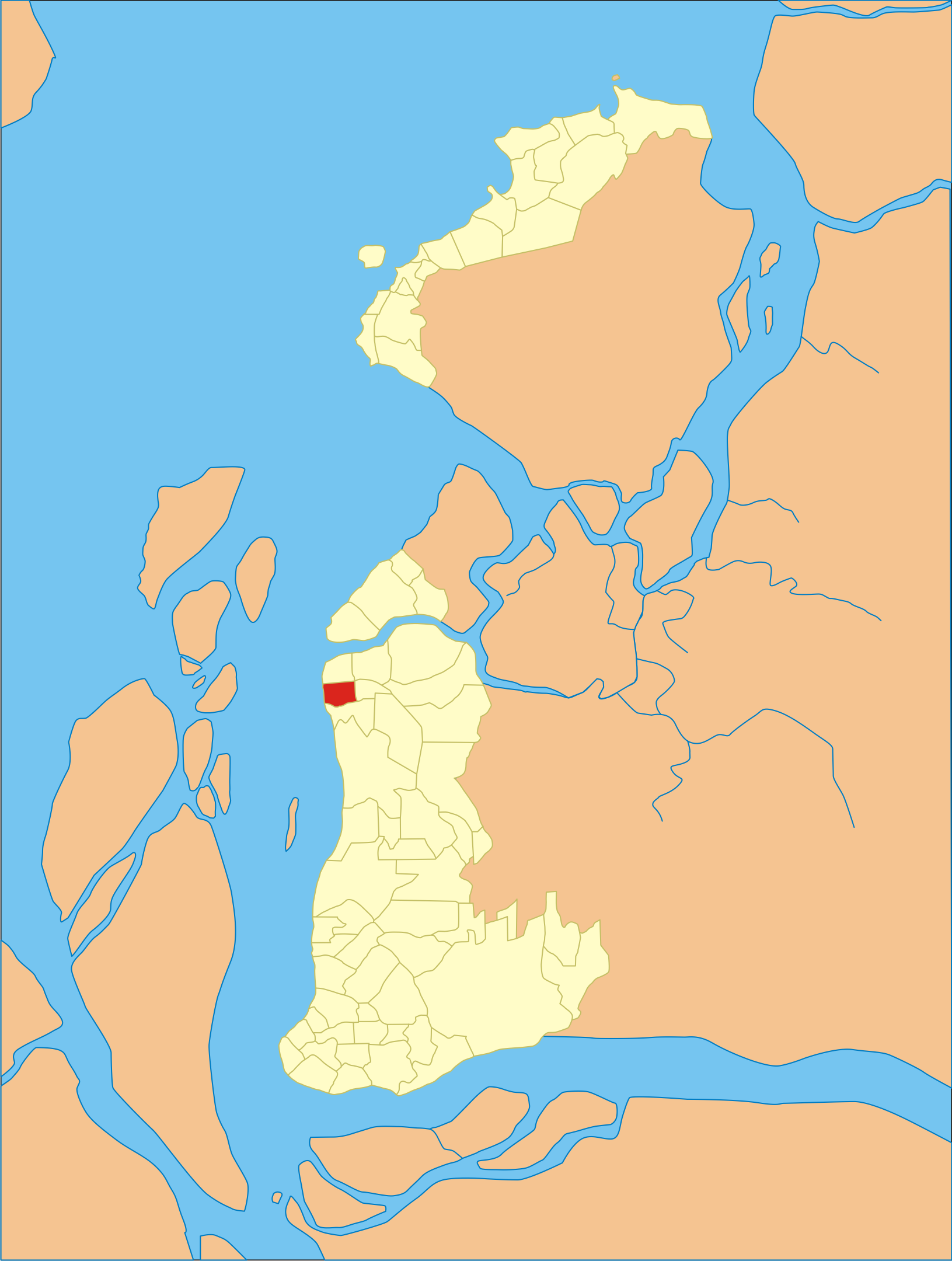
Localização do bairro Ponta Grossa em Belém

A Ponta Grossa é um bairro da cidade brasileira de Belém localizado no Distrito Administrativo de Icoaraci (DAICO) no estado do Pará,  vizinho dos bairros Paracuri e Cruzeiro, no início da rodovia Arthur Bernardes.
Dois órgãos previdenciários mantém postos no bairro para atender ao Distrito de Icoaraci e regiões próximas, um da Previdência Federal através de sua agência do INSS (Instituto Nacional de Seguridade Social), o outro é da Previdência Municipal - IPAMB (Instituto de Previdência do Município de Belém), ligado a Prefeitura de Belém. Abriga ainda um terminal e depósito de cimento, uma fábrica de juta, e outra de sabão. O restante do bairro é essencialmente residencial.

## Icoaraci
O distrito de Icoaraci é um dos oito distritos da cidade brasileira de Belém (estado do Pará), dividido em nove bairros e, distante cerca de 20 km do centro da capital.

## Ruas e avenidas
- Rua Siqueira Mendes (1ª Rua)
- Rua Senador Manoel Barata (2ª Rua)